# Wormaldia hamata
Wormaldia hamata là một loài Trichoptera trong họ Philopotamidae. Chúng phân bố ở miền Tân bắc.